# United States Holocaust Memorial Museum
United States Holocaust Memorial Museum – amerykańskie muzeum będące jednocześnie oficjalnym pomnikiem upamiętniającym Holokaust. Znajduje się w Waszyngtonie i jest położone w bezpośrednim sąsiedztwie National Mall. Jest poświęcone ludziom z całego świata, którzy mieli odwagę przeciwstawić się nienawiści, ludobójstwu, jak również wszystkim tym, którzy stoją na straży ludzkiej godności i działają na rzecz wzmacniania demokracji. Muzeum uroczyście otwarto 22 kwietnia 1993, a spośród bohaterów II wojny światowej, zaproszono Jana Karskiego, polskiego Sprawiedliwego będącego wtedy jedynym człowiekiem na świecie, który był jednocześnie więźniem i ofiarą nazistowskich tortur, świadkiem Holokaustu i dyplomatą wysłanym w czasie wojny do prezydenta USA z misją przeciwdziałania Holokaustowi.
W 2008 United States Holocaust Memorial Museum dysponowało budżetem 78,7 mln USD (w tym 47,3 mln USD ze źródeł federalnych oraz 31,4 mln USD pochodzących z darowizn przekazanych przez osoby prywatne) i zatrudniało ponad 500 pracowników (w tym około 400 zatrudnionych na umowę o pracę i 125 zatrudnionych w oparciu umowy zlecenia), 650 wolontariuszy; współpracowało z 91 osobami, które przeżyły Holokaust oraz posiadało 175 tys. członków wspierających. Lokalne oddziały Muzeum znajdują się w Nowym Jorku, Bostonie, Boca Raton, Chicago, Los Angeles oraz Dallas.
Muzeum jest uważane za drugą najbardziej popularną atrakcję turystyczną w Waszyngtonie, zaraz za National Air and Space Museum. W ciągu pierwszych 10 lat (do 2002) muzeum odwiedziło blisko 20 mln zwiedzających, w tym 5,8 mln dzieci, 2,4 mln turystów zagranicznych i 14,2 mln ludzi narodowości innej niż żydowska. W tym czasie w Muzeum złożyły wizyty również głowy państw, reprezentujące 73 kraje świata, jak również ponad 2 tys. zagranicznych urzędników ze 130 państw.
Wśród eksponatów znajduje się ponad 8 tys. znalezisk archeologicznych i dzieł sztuki (pracy ręcznej), 20 milionów materiałów archiwalnych, ponad 7 tys. dzieł historii mówionej, 630 godzin filmów historycznych i dokumentalnych oraz jedna z największych na świecie kolekcji fotografii dotyczących II wojny światowej, Holokaustu i Żydów, ale również wielka kolekcja dokumentów historycznych na temat historii Polaków w tym kolekcja polskich fotografii i filmów Juliena Bryana. Rejestr Ocalałych Meedów (Benjamin and Władka Meed Registry of Holocaust Survivors) dysponuje listą ponad 200 tys. osób ocalałych z Holokaustu oraz ich rodzin, którzy pochodzą z 49 stanów USA oraz 60 państw świata. Zbiory biblioteki szacowane są na 50 tys. publikacji w ponad 15 językach.
Remember the Children: Daniel’s Story jest wystawą dla dzieci i młodzieży. Daniel jest fikcyjnym żydowskim nastolatkiem z Niemiec. Trafia do Litzmannstadt Ghetto, a podczas jego likwidacji w 1944 do obozów Auschwitz i Buchenwald. Z wystawą powiązana jest książka Carol Matas Daniel's Story.